# ニシイチドラッグ
株式会社ニシイチドラッグ（英: NISHI-ICHI Drug Co.,Ltd.）は、日本の兵庫県尼崎市に本店を置くドラッグストア。
1966年（昭和41年）、尼崎市尾浜町に1号店を開店。現在は子会社のサンニシイチ（本社はニシイチと同所在地）と共に「ニシイチドラッグ」「にしいち調剤薬局」「シースリードラッグ」の店舗名で兵庫県尼崎市・西宮市・伊丹市・宝塚市および大阪府豊中市で店舗を展開している。
2015年（平成27年）2月28日にコンビニエンスストア大手のローソンが全国のドラッグストアチェーンと提携して出店する『ヘルスケアローソン』として全国18店舗目、兵庫県では初出店となるローソンニシイチドラッグ崇徳院店を尼崎市に開店した。今後は新規出店および既存のニシイチドラッグ店舗からの転換により、阪神間で20店前後のローソンニシイチ出店を目指すとしている。

## 沿革
- 1966年（昭和41年） 尼崎市尾浜町に1号店を開店。
- 1982年（昭和57年） 本部住所を移転。
- 1986年（昭和61年） 株式会社サンニシイチ設立。
- 1989年（平成元年） 尾浜本店を新装オープン。
- 2015年（平成27年） ローソンと包括業務提携、ローソンニシイチドラッグ1号店の崇徳院店をオープン。

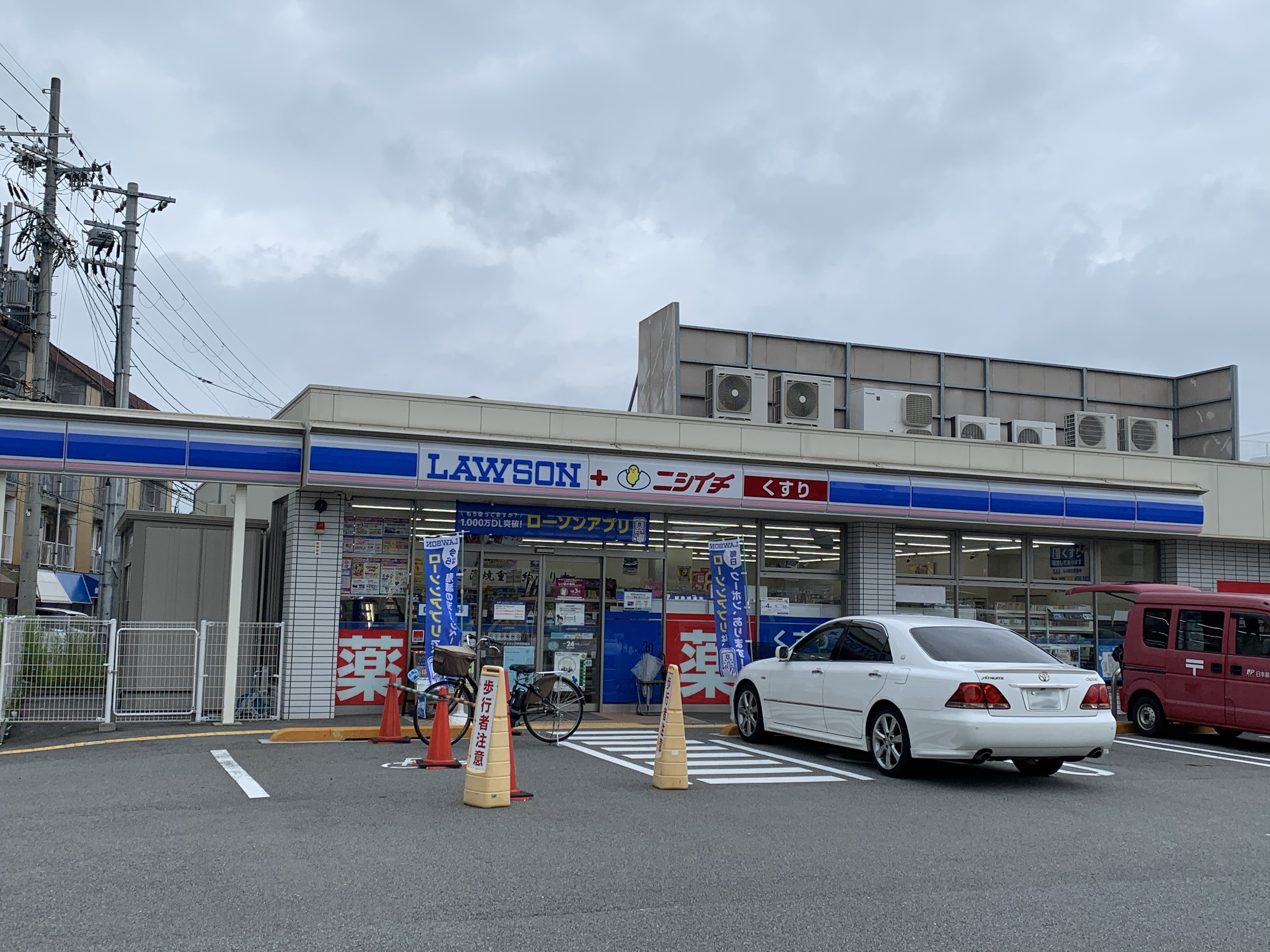
ローソンニシイチドラッグ伊丹鈴原店